# Unglaublicher Lärm
Unglaublicher Lärm – album studyjny zespołu Einstürzende Neubauten, wydany we wrześniu 2005 roku nakładem wytwórni Potomak.

## Utwory
| 1. | Untitled | 31:20 |
|    |          |       |
| 2. | Untitled | 19:31 |
|    |          |       |
|    |          | 50:51 |
|    |          |       |

## Skład
- Blixa Bargeld
- N.U. Unruh
- Alexander Hacke
- Jochen Arbeit
- Rudolf Moser